# Medinci
Medinci falu Horvátországban Verőce-Drávamente megyében. Közigazgatásilag Szalatnokhoz tartozik.

## Fekvése
Verőcétől légvonalban 32, közúton 36 km-re délkeletre, községközpontjától 5 km-re északkeletre, Nyugat-Szlavóniában, a Papuk-hegység előterében fekszik.

## Története
A határában Szalatnok felé félúton az út mellett található „Turski grad” nevű régészeti lelőhely tanúsága szerint itt a középkorban vár állt. A lelőhely feltárása még nem történt meg, így a maradványok kora kérdéses. Valószínűsíthető, hogy a 16. század közepén a török hódítás során pusztult el.
A település a török uralom idején keletkezett Boszniából érkezett pravoszláv vlachok betelepítésével. A helyi hagyomány szerint a falu eredetileg nem a mai helyén, hanem a Javorica-patak közelében volt. Neve az Ahmed személynév Medo, vagy Medina becenevéből származik. A lakosság egy része a térség 1684-es török uralom alóli felszabadítása után is itt maradt. Szlavónia településeinek 1698-as összeírásában „Pagus Medinczy” néven szerepel, két házának lakói Dobrovoj Mirosavlevich és Vucheta Veich voltak. A 18. századtól verőcei uradalomhoz tartozott. A pravoszláv templomot 1747-ben építették.
Az első katonai felmérés térképén „Dorf Medince” néven találjuk. Lipszky János 1808-ban Budán kiadott repertóriumában „Medincze” néven szerepel. Nagy Lajos 1829-ben kiadott művében „Medincze” néven 88 házzal, 480 lakossal szerepel.
1857-ben 683, 1910-ben 991 lakosa volt. 1910-ben a népszámlálás adatai szerint lakosságának 64%-a szerb, 25%-a magyar, 8%-a horvát anyanyelvű volt. Verőce vármegye Szalatnoki járásának része volt. Az első világháború után 1918-ban az új szerb-horvát-szlovén állam, majd később (1929-ben) Jugoszlávia része lett. A második világháború idején a partizánok a magyar lakosságot elűzték, helyükre a háború után főként horvát családok települtek. 1991-ben a falu lakosságának 68%-a szerb, 27%-a horvát nemzetiségű volt. Medinci északi része 1998-ban Markovo néven önálló település lett. 2011-ben a településnek 200 lakosa volt.

## Lakossága
| Lakosság változása | Lakosság változása | Lakosság változása | Lakosság változása | Lakosság változása | Lakosság változása | Lakosság változása | Lakosság változása | Lakosság változása | Lakosság változása | Lakosság változása | Lakosság változása | Lakosság változása | Lakosság változása | Lakosság változása | Lakosság változása |
| ------------------ | ------------------ | ------------------ | ------------------ | ------------------ | ------------------ | ------------------ | ------------------ | ------------------ | ------------------ | ------------------ | ------------------ | ------------------ | ------------------ | ------------------ | ------------------ |
| 1857               | 1869               | 1880               | 1890               | 1900               | 1910               | 1921               | 1931               | 1948               | 1953               | 1961               | 1971               | 1981               | 1991               | 2001               | 2011               |
| 683                | 738                | 683                | 970                | 1.046              | 991                | 963                | 957                | 790                | 848                | 576                | 473                | 410                | 395                | 224                | 200                |

## Nevezetességei
- A Szalatnok és Medinci között félúton az út északnyugati oldalán található a Turski grad nevű régészeti lelőhely. A várhely beazonosítása 1978-ban történt. Két kiemelkedés található itt, melyeket sánc és nyolcas alakban ásott árok övez. Az árokba a Jova-patak vízét vezették. Az 1996-os és 2009-es terepbejáráskor a régészek a terepalakzat nagymértékű változását találták. A magasabbik dombon ma a „Stari hrastovi” nevű vendéglátóipari egység áll, melynek építése során a várhelyet alaposan megrongálták. A bár a köznyelv a helyet Turski gradnak, azaz török várnak nevezi a szakemberek a lelőhely jellemzői alapján középkori vár maradványaira következtettek. Hasonló erősségek voltak a középkorban a közelben Szópia határában (ezt ugyancsak Turski gradnak nevezik) és Sladovevci határában Lipiknél.
- Szent Paraskeva tiszteletére szentelt pravoszláv parochiális temploma 1747-ben épült, ikonosztázát 1825-ben készítették. 1942-ben az usztasák a templomot lerombolták. 1972-ben új templomot építettek a helyére. A templom falában egy feliratos kő található 1786-os bevésett évszámmal.
- A falutól északnyugatra még láthatók a Draskovichok egykori kastélyának, a parknak és a tónak a maradványai.

## Oktatás
A település első iskolája 1860-ban nyílt meg.